# Giacomellia
Giacomellia este un gen de molii din familia Saturniidae. 

## Specii
- Giacomellia bilineata (Burmeister, 1878)
- Giacomellia inversa (Giacomelli, 1911)